# تروند فريدريكسن
تروند فريدريكسن (بالنرويجية البوكمول: Trond Fredriksen)‏ هو لاعب كرة قدم نرويجي في مركز الوسط، ولد في 21 مايو 1977 في أوليسوند في النرويج. لعب مع نادي أوليسوند.

## وصلات خارجية
- تروند فريدريكسن على موقع IMDb (الإنجليزية)